# Nether Padley
Nether Padley är en by i civil parish Grindleford, i distriktet Derbyshire Dales, i grevskapet Derbyshire, i England. Byn är belägen 15 km från Chesterfield. Nether Padley var en civil parish 1866–1987 när blev den en del av Grindleford. Civil parish hade 201 invånare år 1961.